# Orcuttia inaequalis
Orcuttia inaequalis là một loài thực vật có hoa trong họ Hòa thảo. Loài này được Hoover mô tả khoa học đầu tiên năm 1936.